# Застава Јерменске ССР
Ова застава усвојена је 17. децембра, 1952. као званично обележје Јерменске ССР.
Између 1936. и 1952. године, застава је била црвена са златним српом и чекићем у горњем левом углу. Јерменски карактери за ХССР (означавају Хајгакан Суовјетакан Сојиалисдаган Рјесбуоиплика) били су исписани златном бојом испод српа и чекића.
Између 1922. и 1936. године, застава је била иста као и у каснијем периоду само без српа и чекића и са ћириличним словима ССРА уместо јерменских карактера за ХССР.

## Историјске заставе
- Фебруар – Март 1922
- 1936–1940
- 1940–1952